# Жаврук, Алесь
Алесь Жаврук (настоящие имя и фамилия — Александр Дмитриевич Синичкин) (бел. Алесь Жаўрук; 19 августа 1910, Сенно, Могилёвская губерния — 23 августа 1942, Сталинград) — белорусский советский поэт, фронтовой корреспондент.

## Биография
В 1939 окончил Московский институт философии, литературы и истории. Занимался в аспирантуре при АН БССР.
В 1939 г. призван в РККА. Был военным корреспондентом армейской газеты «В бой за родину».
С начала Великой Отечественной войны на фронте. Служил офицером 62-й армии. Участник Сталинградской битвы.
Выступал во фронтовой печати со своими стихами и очерками.
Умер, получив тяжёлое ранение во время бомбежки под Сталинградом.

## Творчество
Печататься начал в 1926.
Автор сборников стихов «Ручьи» («Ручаіны», 1936), «Днепр выходит из берегов» («Дняпро выходзіць з берагоў», 1938). В соавторстве с поэтом Андреем Ушаковым в 1939 опубликовал поэмы для детей «Мой товарищ» («Пра майго таварыша»), «О славных папанинцах из нашего детсада» («Пра слаўных папанінцаў з нашага дзетсада»). В том же году с ним же написал либретто первой белорусской оперетты «Заречный бор» («Зарэчны бор»), поставленной в Минске.
В 1960 г. вышел сборник «Избранное» («Выбранае»), в 1987 г. - сборник его стихов, поэм, воспоминаний о поэте «Кровью сердца» («Крывёю сэрца»).